# Storsjöodjuret
Ten artykuł dotyczy stworzenia, którego istnienia nie potwierdza współczesna zoologia.

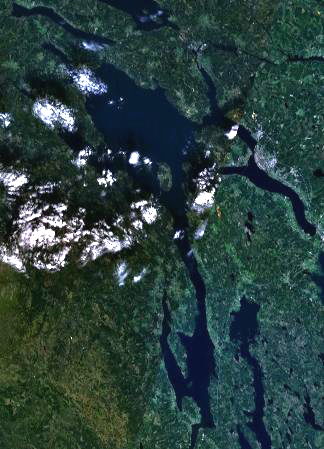
Zdjęcie satelitarne jeziora Storsjön

Storsjöodjuret (wym. szw. [ˈstûːrɧøːʊˌjʉːrɛt], tłum. dosłownie: „Potwór Wielkiego Jeziora”) – legendarny potwór i kryptyda, rzekomo żyjący w głębokim na 90 metrów jeziorze Storsjön w prowincji Jämtland w środkowej Szwecji.

## Historia
Potwór został po raz pierwszy wspomniany w rękopisie z 1635 roku, według którego wąż morski/jeziorny (sjöorm) został magicznie uwięziony w głębinach jeziora przez Kettila Runske, który wyrzeźbił swoje zaklęcie w kamieniu runicznym z Frösö (Frösö to  największa wyspa w jeziorze Storsjön). 
Późniejsze ludowe legendy krążące lokalnie w Jämtland, twierdzą, że potwór był dziełem majsterkowania dwóch trolli, wynikiem którego powstało stworzenie z głową kota i ciałem węża.
Istnieje wiele relacji naocznych świadków od XIX wieku, podających różne szczegółowe opisy potwora, niektóre z nich twierdzą, że głowę miał podobną do psiej.